# Кубок України з футболу серед аматорів 1999
Кубок України з футболу серед аматорів 1999 — четвертий розіграш Кубка України серед аматорів, третій під егідою ААФУ. Проводився з 6 вересня 1999 по 16 жовтня 1999 року. На всіх етапах команда-переможець визначалася за підсумками двох матчів.

## Учасники
У розіграші Кубка взяли участь 13 аматорських команд з 12 областей України.
| Команда           | Місто/село               | Область           |
| ----------------- | ------------------------ | ----------------- |
| ГПЗ               | смт Варва                | Чернігівська      |
| «Динамо-Орбіта»   | м. Кам'янець-Подільський | Хмельницька       |
| «Екіна»           | м. Алмазна               | Луганська         |
| «Корона»          | м. Івано-Франківськ      | Івано-Франківська |
| «Кристал»         | с. Пархомівка            | Харківська        |
| «Нафтовик-2»      | м. Охтирка               | Сумська           |
| «Псел»            | м. Гадяч                 | Полтавська        |
| «Рочин»           | м. Соснівка              | Львівська         |
| «Сигнал»          | м. Одеса                 | Одеська           |
| «Сокіл-Оріон»     | с. Великі Гаї            | Тернопільська     |
| «Троянда-Експрес» | с. Гірка Полонка         | Волинська         |
| «Чайка»           | м. Вишгород              | Київська          |
| «Шахта Україна»   | м. Українськ             | Донецька          |

## 1/8 фіналу
|                             | Заг. |                                         | Матч 1 | Матч 2 |  |
| --------------------------- | ---- | --------------------------------------- | ------ | ------ |  |
| 6 і 12 вересня 1999 року.   |      |                                         |        |        |  |
| «Корона» (Івано-Франківськ) | 2:4  | «Динамо-Орбіта» (Кам'янець-Подільський) | 1:0    | 1:4    |  |
| «Псел» (Гадяч)              | 1:3  | «Нафтовик-2» (Охтирка)                  | 1:1    | 0:2    |  |
| ГПЗ (Варва)                 | 2:0  | «Кристал» (Пархомівка)                  | 2:0    | 0:0    |  |
| «Екіна» (Алмазна)           | 1:2  | «Шахта Україна» (Українськ)             | 1:1    | 0:1    |  |
| «Рочин» (Соснівка)          | +:-  | «Сокіл-Оріон» (Великі Гаї)              |        |        |  |

## Чвертьфінали
|                                         | Заг. |                                   | Матч 1 | Матч 2 |  |
| --------------------------------------- | ---- | --------------------------------- | ------ | ------ |  |
| 19 і 26 вересня 1999 року.              |      |                                   |        |        |  |
| «Чайка» (Вишгород)                      | 2:4  | «Троянда-Експрес» (Гірка Полонка) | 1:0    | 1:4    |  |
| «Динамо-Орбіта» (Кам'янець-Подільський) | +:-  | «Рочин» (Соснівка)                |        |        |  |
| «Нафтовик-2» (Охтирка)                  | 3:3  | ГПЗ (Варва)                       | 2:2    | 1:1    |  |
| «Шахта Україна» (Українськ)             | 6:4  | «Сигнал» (Одеса)                  | 2:1    | 4:3    |  |

## Півфінали
|                                         | Заг. |                                   | Матч 1 | Матч 2 |  |
| --------------------------------------- | ---- | --------------------------------- | ------ | ------ |  |
| 3 і 10 жовтня 1999 року.                |      |                                   |        |        |  |
| «Динамо-Орбіта» (Кам'янець-Подільський) | 3:5  | «Троянда-Експрес» (Гірка Полонка) | 3:3    | 0:2    |  |
| ГПЗ (Варва)                             | 1:2  | «Шахта Україна» (Українськ)       | 1:0    | 0:2    |  |

## Фінал
| 17 жовтня 1999 |

| «Шахта Україна» (Українськ) | 2:0      | «Троянда-Експрес» (Гірка Полонка) |
| --------------------------- | -------- | --------------------------------- |
| Чех 37' Дрізд 48'           | протокол |                                   |

| Українськ, стадіон «Україна» Глядачів: 5 000 Арбітр: С. Задиран |

| 27 жовтня 1999 |

| «Троянда-Експрес» (Гірка Полонка) | 2:1      | «Шахта Україна» (Українськ) |
| --------------------------------- | -------- | --------------------------- |
| В. Круковець 30' Чех 57'          | протокол | Кучеренко 41'               |

| Луцьк, стадіон «Авангард» Глядачів: 180 Арбітр: О. Орєхов (Київ) |

| Володар Кубка України серед аматорів 1999 |
| ----------------------------------------- |
| «Шахта Україна» (Українськ) Вперше        |

## Найкращий бомбардир
Олександр Чех («Шахта Україна» Українськ) — 7.